# Championnat d'Estonie de football 2009
Navigation
Saison précédente Saison suivante
La saison 2009 du Championnat d'Estonie de football était la 19e édition de la première division estonienne à poule unique, la Meistriliiga. Les 10 meilleurs clubs du pays jouent les uns contre les autres au sein d'une poule unique où chaque adversaire rencontre les autres équipes deux fois à domicile et deux fois à l'extérieur.
C'est le FC Levadia Tallinn, triple champion en titre, qui termine en tête du championnat. C'est le 7e titre de champion d'Estonie de son histoire.

## Les 10 clubs participants
| - FC Flora Tallinn - FC Kuressaare - Promu de D2 - JK Nõmme Kalju - JK Maag Tartu - JK Tallinna Kalev | - FC Narva Trans - JK Tulevik Viljandi - FC Levadia Tallinn - Paide Linnameeskond - Promu de D2 - JK Kalev Sillamäe |

## Compétition

### Format
Le barème servant à établir le classement se décompose ainsi :
- Victoire : 3 points
- Match nul : 1 point
- Défaite : 0 point

Les critères de départage sont :
1. Le moins de matchs annulés ou reportés
2. Le nombre général de victoires
3. Faces-à-faces
4. Différence de buts dans les faces-à-faces
5. Meilleure différence de buts générale
6. Nombre général de buts marqués